# Synchlora

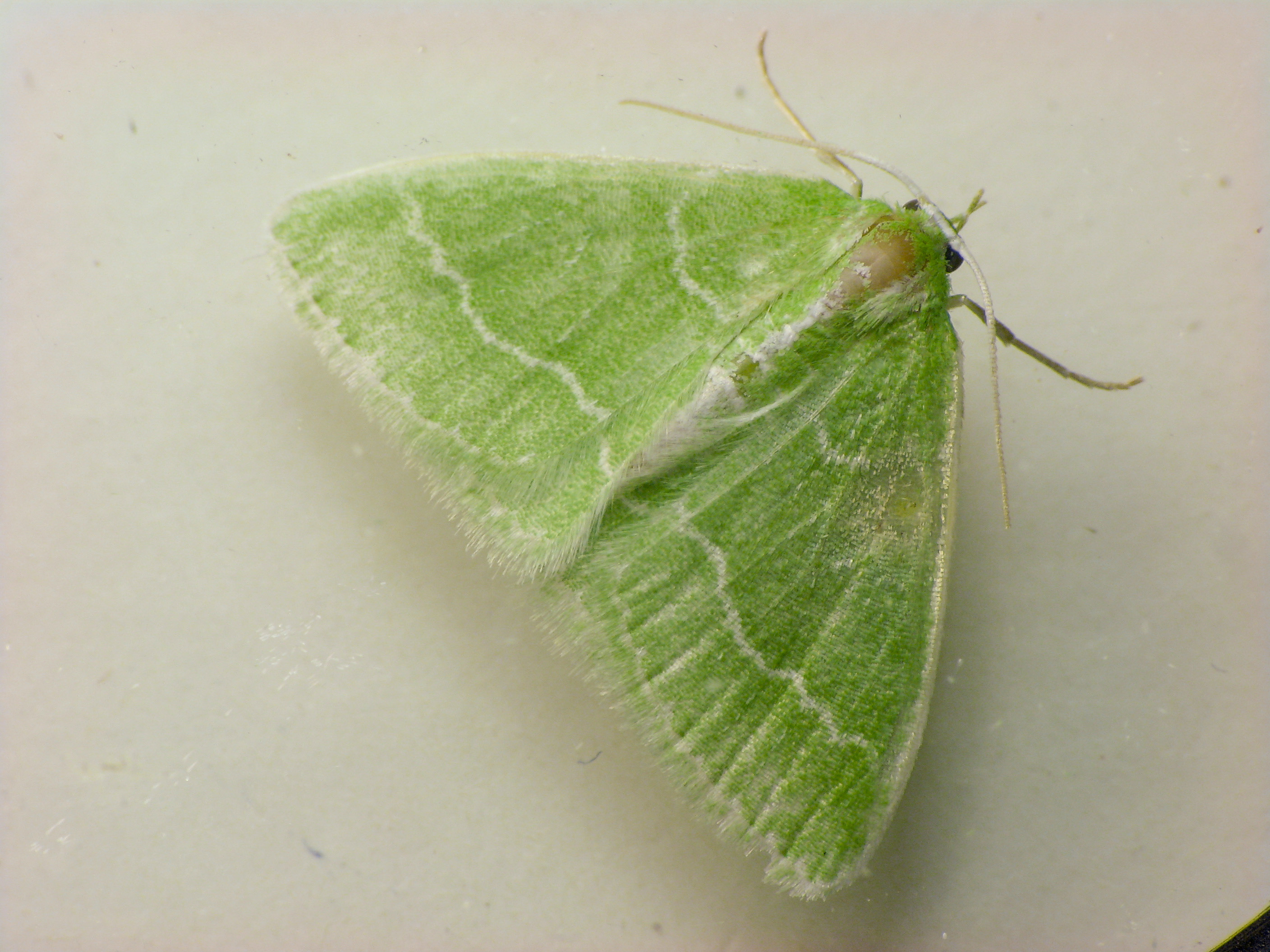
Synchlora aerata, hembra adulta

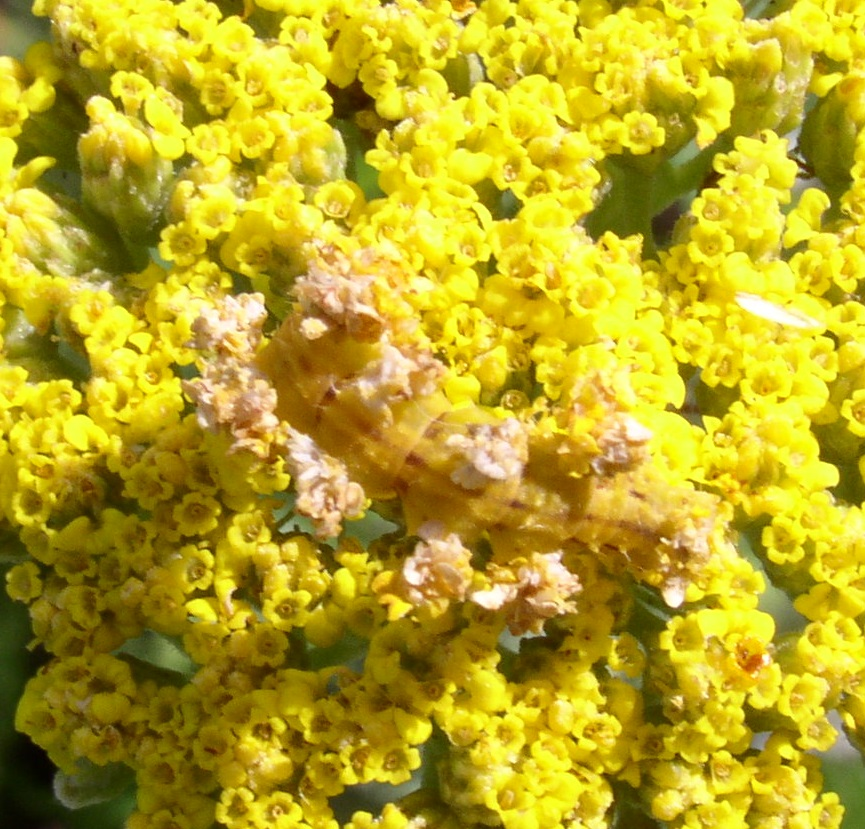
Synchlora aerata, oruga camuflada

Synchlora es un género de mariposas de la familia Geometridae creado por Achille Guenée en 1857.
La envergadura de las alas es de 14 a 26 mm. Las orugas y pupas de muchas especies se cubren con trozos de hojas o pétalos como camuflaje. La mayoría se alimentan de plantas de la familia Compositae, pero también algunas usan Rosaceae, Lamiaceae y Polygonaceae, otras son polifágicas (se alimentan de una variedad de especies). Hay 12 especies en Norteamérica.

## Especies
- Synchlora aerata (Fabricius, 1798)
- Synchlora amplimaculata (Herbulot, 1991)
- Synchlora apicata (Warren, 1900)
- Synchlora astraeoides (Warren, 1901)
- Synchlora atrapes (Druce, 1892)
- Synchlora bidentifera (Warren, 1901)
- Synchlora bistriaria (Packard, 1876)
- Synchlora bistriata (Warren, 1897)
- Synchlora concinnaria (Schaus, 1912)
- Synchlora cupedinaria (Grote, 1880)
- Synchlora decorata (Warren, 1901)
- Synchlora delicatula (Dognin, 1909)
- Synchlora dependens (Warren, 1904)
- Synchlora despicata (Prout, 1932)
- Synchlora dilucida (Warren, 1900)
- Synchlora ephippiaria (Moschler, 1886)
- Synchlora expulsata (Walker, 1861)
- Synchlora faseolaria (Guenee, 1857)
- Synchlora fringillata (Schaus, 1897)
- Synchlora frondaria Guenee, 1858
- Synchlora gerularia (Hubner, 1823)
- Synchlora graefiaria (Hulst, 1886)
- Synchlora hebescens (Prout, 1933)
- Synchlora herbaria (Fabricius, 1794)
- Synchlora indecora (Prout, 1916)
- Synchlora irregularia (Barnes & McDunnough, 1918)
- Synchlora isolata (Warren, 1900)
- Synchlora leucoceraria (Snellen, 1874)
- Synchlora magnaria (Bastelberger, 1911)
- Synchlora merlinaria (Schaus, 1940)
- Synchlora naenia (Druce, 1892)
- Synchlora noel (Sperry, 1949)
- Synchlora orthogramma (Dyar, 1912)
- Synchlora pectinaria (Grossbeck, 1910)
- Synchlora pomposa (Dognin, 1898)
- Synchlora pulchrifimbria (Warren, 1907)
- Synchlora rufilineata (Warren, 1897)
- Synchlora superaddita (Prout, 1913)
- Synchlora suppomposa (Prout, 1916)
- Synchlora tenuimargo (Warren, 1905)
- Synchlora venustula (Dognin, 1910)
- Synchlora xysteraria (Hulst, 1886)